# Каменица (пиво)
Каменица (у написанні латиницею: Kamenitza) — болгарська пивна торговельна марка, що належить холдингу Starbev, а також однойменний пивоварний завод, заснований у Пловдиві 1881 року. Починаючи з 1998 року — лідер болгарського ринку за обсягами проданого пива.
У рамках своєї маркетингової політики ТМ Каменица виступає спонсором різноманітних спортивних та музичних подій, зокрема, протягом довгого часу була офіційним партнером національної збірної Болгарії з футболу.

## Історія
Історія Камениці почалася 1881 року, у якому три швейцарські підприємці збудували у Пловдиві броварню, яка отримала назву колишньої гори, що існувала у цій місцевості. Вже у 1890-х роках пиво місцевого виробництва брало участь у міжнародних виставках, у т.ч. у Брюселі та Чикаго. Згодом броварня стала першим виробником темного пива у Болгарії.
У 1947 році підприємство було націоналізоване, входило до складу державних холдингових компаній з виробництва алкогольних напоїв. З початком процесів роздержавлення у НРБ, броварню було приватизовано. 1995 року броварню Каменица, а також низку інших пивоварних підприємств країни придбала потужна бельгійська корпорація InterBrew, яка згодом стала одним із співзасновників найбільшого у світі міжнародного виробника пива корпорації Anheuser-Busch InBev. У грудні 2009 року пивні активи Anheuser-Busch InBev у країнах центральної Європи, включаючи Болгарію, придбав інвестиційний фонд CVC Capital Partners. На сьогодні броварня Каменица контролюється створеною фондом корпорацією Starbev.

## Асортимент пива

Півлітрова банка пива Каменица

- Kamenitza Бира — світле пиво з вмістом алкоголю 4,4 %;
- Kamenitza 0 % — безалкогольне світле пиво з вмістом алкоголю до 0,3 %;
- Kamenitza Бяло — пшеничне «біле» пиво з вмістом алкоголю 5,0 %;
- Kamenitza Червено — напівтемне «червоне» пиво з вмістом алкоголю 4,4 %;
- Kamenitza Extra — світле пиво з вмістом алкоголю 5,0 %;
- Kamenitza Lev — світле пиво з вмістом алкоголю 5,0 %;
- Kamenitza Тъмно — темне пиво з вмістом алкоголю 5,0 %;